# Antonio Moreira Borges
Padre Antonio Maria, nombre adoptado por Antonio Moreira Borges (Río de Janeiro, 17 de agosto de 1945), es un sacerdote, cantante y compositor católico brasileño, con presentaciones en dúo junto a Roberto Carlos, Agnaldo Rayol y Ángela María, además de una presentación para entonces Papa Juan Pablo II.

## Biografía

### Primeros años
Nació en Río de Janeiro de padres portugueses que llegaron a Brasil a mediados de 1928. Sus padres Francisco y Mavilia, se radicaron en el barrio de Magalhaes Bastos en el Suburbio Carioca, y tuvieron 5 hijos, sin embargo 2 de ellos fallecieron antes de cumplir 1 año de edad, los otros 3 fueron Carmelina, Eduardo y Antonio.
Antonio y su familia tuvieron una vida humilde, vivían con los abuelos María y Manuel, hasta que en 1948 terminaron de construir una casa. Antonio estudió en el Colegio Rosa da Fonseca.
Según dice el padre Antonio Maria, es “mitad brasileño, mitad portugués".

### Sacerdocio
Trabajó en sus primeros años como sacerdote en Portugal. Durante muchos años estuvo al frente de las Obras do Amor Maior, en el Centro Educativo Catarina Kentenich, con sede en Jaraguá, Sao Paulo, pero ahora ha asumido  una nueva misión, después de haber pasado cerca de un año retirado en México, en período sabático.
Como sacerdote, que hizo voto de pobreza y por lo tanto no tiene instituciones a su nombre, la propia Congregación se ha hecho cargo de todo el trabajo del orfanato, donde el P. Antonio María tiene tres hijos adoptivos. Actualmente el sacerdote reside en Extrema, Minas Gerais, o en Jacareí, en Sao Paulo, donde las hermanas del nuevo proyecto están trabajando en la construcción de un Convento. “Claro que en una perspectiva humana siento nostalgias, pero Dios está proporcionando instancias con otras obras que estamos haciendo”, le dijo a Mundo Lusíada.
A pesar de los cambios asumidos, el sacerdote sigue contando con la amistad y el cariño de la comunidad portuguesa, en especial de ABC, donde participó del almuerzo conmemorativo del 25ª aniversario de esa comunidad.
El padre Antonio María trabaja, a partir de entonces, en la Fundación Filhas de Maria – Servas dos Pequeninos, con sede en Minas Gerais y filiales en otros estados.

## Música

### Estilo musical
Compositor y cantante de música religiosa católica, su actividad artística central ha estado fundamentalmente volcada hacia el desarrollo de esta vocación.

### Giras musicales
A lo largo de su extensa trayectoria, su agenda se ha volcado a organizar convocatorias de alta concurrencia, con audiencias fundamentalmente atraídas por su carismática personalidad, su cuidadosa puesta en escena y la calidad de su creación original.

### Discografía[2]
·       1982 – A Esperança Tem Voz
·       1984 – Tempo de Paz
·       1993 – 99
·       1994 – Foi Deus
·       1994 – Pássaro Liberto
·       1999 – Festa da Fé
·       2000 – Mensageiro do Amor
·       2001 – Apenas um Menino
·       2002 – Missão Divina
·       2003 – No Mar De Maria
·       2004 – Com Vida
·       2007 – Benedito Bento do Brasil
·       2010 – Prisioneiro do Amor
·       2015 – Mais Perto
·       2015 – Peregrina Do Evangelho